# Gewöhnliche Kuhschelle
Die Gewöhnliche Kuhschelle (Pulsatilla vulgaris, Synonym wenn als Unterart aufgefasst: Pulsatilla vulgaris subsp. vulgaris), auch Gewöhnliche Küchenschelle genannt, ist eine Pflanzenart in der Familie der Hahnenfußgewächse (Ranunculaceae). Sie ist in West- und Mitteleuropa verbreitet.

## Namensherkunft
Die Form der halb geschlossenen Blüte ähnelt einem Glöckchen oder auch einer Kuhschelle. Die Verkleinerungsform „Kühchen“ hat zur Bezeichnung „Küchen“-Schelle geführt. Eine ähnliche Herleitung gilt für den wissenschaftlichen Gattungsnamen Pulsatilla, der sich vom lateinischen Wort pulsare für „stoßen, schlagen, anschlagen (von der Glocke), läuten“, ebenfalls in Bezug auf die Glockengestalt der Blüte, die im Wind hin- und herschwankt, ableitet. Sie ist auch unter dem Namen Pelzanemone, Wolfspfote, Bocksbart, Schlafblume und Hackerkraut bekannt. Ein Vorkommen von etwa 50 Blüten auf dem Triebfels bei Hossingen wird im örtlichen schwäbischen Dialekt Hosenglocka genannt. Im Hochdeutschen wäre die Übertragung Hossenglocke = Hirtenglocke, vergleichbar Nachthosser = Nachthirte.

## Beschreibung

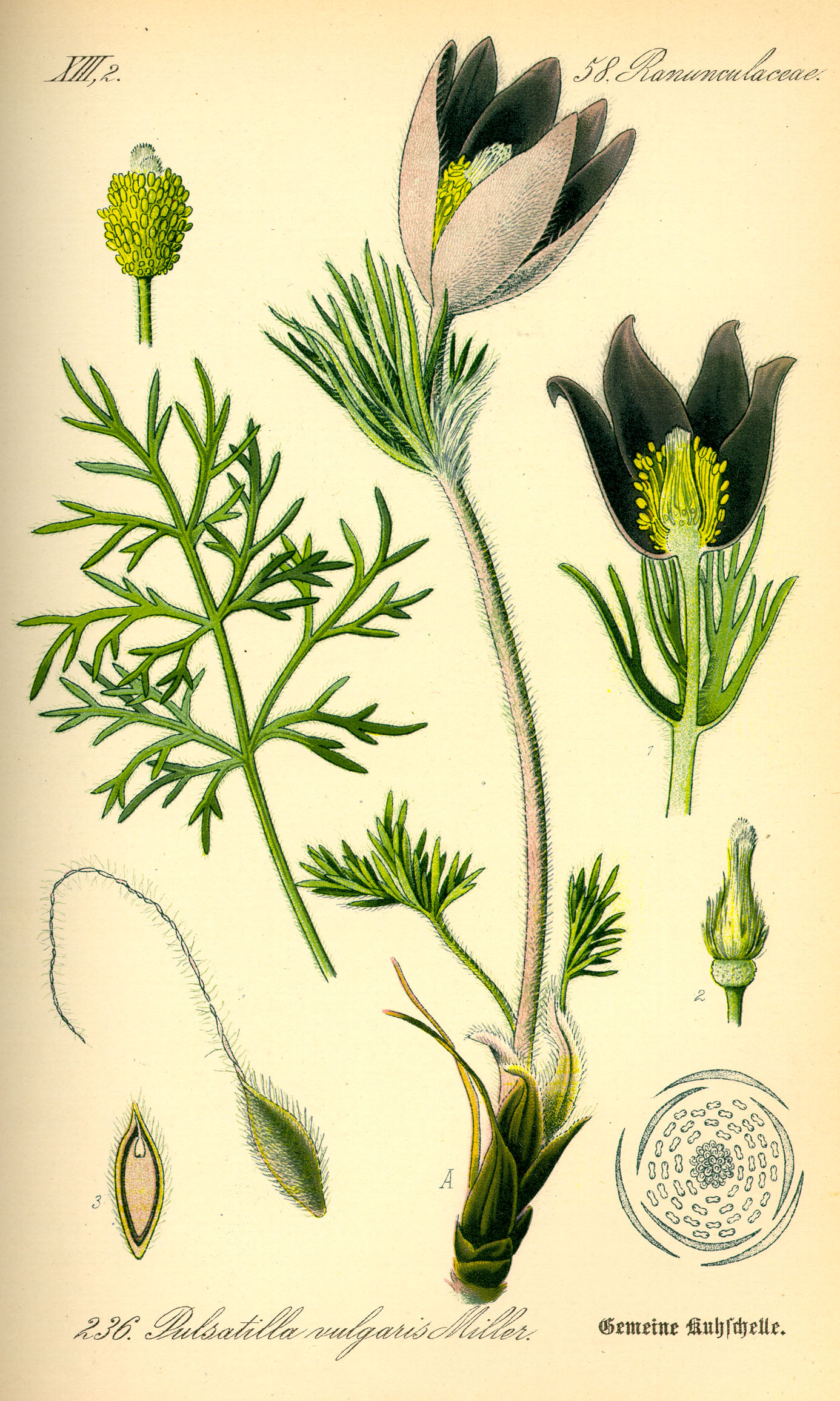
Illustration der Gewöhnlichen Kuhschelle (Pulsatilla vulgaris) in:
Otto Wilhelm Thomé: Flora von Deutschland, Österreich und der Schweiz, Gera (1885)

### Habitus und Blatt

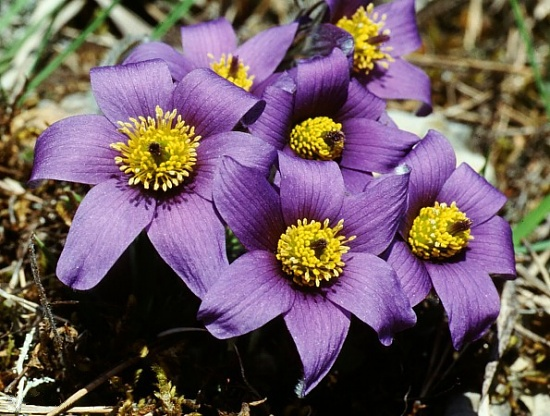
Mit zunehmender Andauer der Blühzeit öffnen sich die Blüten schüsselartig

Die Gewöhnliche Kuhschelle wächst als ausdauernde, krautige Pflanze, die während der Blütezeit (meist März/April) Wuchshöhen von bis zu 15 Zentimetern, zur Fruchtzeit bis zu 40 Zentimetern aufweist. Sie ist ein Tiefwurzler und dringt über 1 Meter ins Erdreich ein.
Die Laubblätter sind grundständig in einer Rosette angeordnet und erscheinen gleichzeitig mit den Blüten. Die Blattspreite ist doppelt gefiedert mit (zwei bis) drei bis fünf (bis sechs) Paaren von fiederschnittigen bis fiederspaltigen Hauptfiedern. Die Blattspreite setzt sich aus etwa 100 bis 150 linealischen, meist 2 bis 4 (1 bis 6) mm breiten Abschnitten zusammen. Das unterscheidet sie von der Großen Kuhschelle, deren Laubblätter sich nur aus etwa 40 bis 90 lineal-lanzettlichen, meist 4 bis 7 (2 bis 12) mm breiten Abschnitten zusammensetzen und erst gegen Ende der Blütezeit austreiben.

### Blüte
Die Blüten stehen einzeln am Ende des Stängels. In der oberen Hälfte des Blütenstängels befindet sich ein Quirl aus drei reduzierten, am Grund miteinander verwachsenen, zottig behaarten Hochblättern. Er übernimmt die übliche Schutzfunktion des fehlenden Kelches für die noch nicht entfaltete Blüte.
Die anfangs nickenden Blüten erscheinen im März bis Mai. Die zwittrigen Blüten sind radiärsymmetrisch. Die dottergelben Staubblätter stehen in reizvollem Kontrast zur, aufgrund von Anthocyanen, innen und außen leuchtend purpurfarben oder violett gefärbten Blütenhülle. Die einfache, nicht in Kelch und Krone unterteilte Blütenhülle erweitert sich mit der Dauer der Blühzeit schüsselartig.

## Ökologie

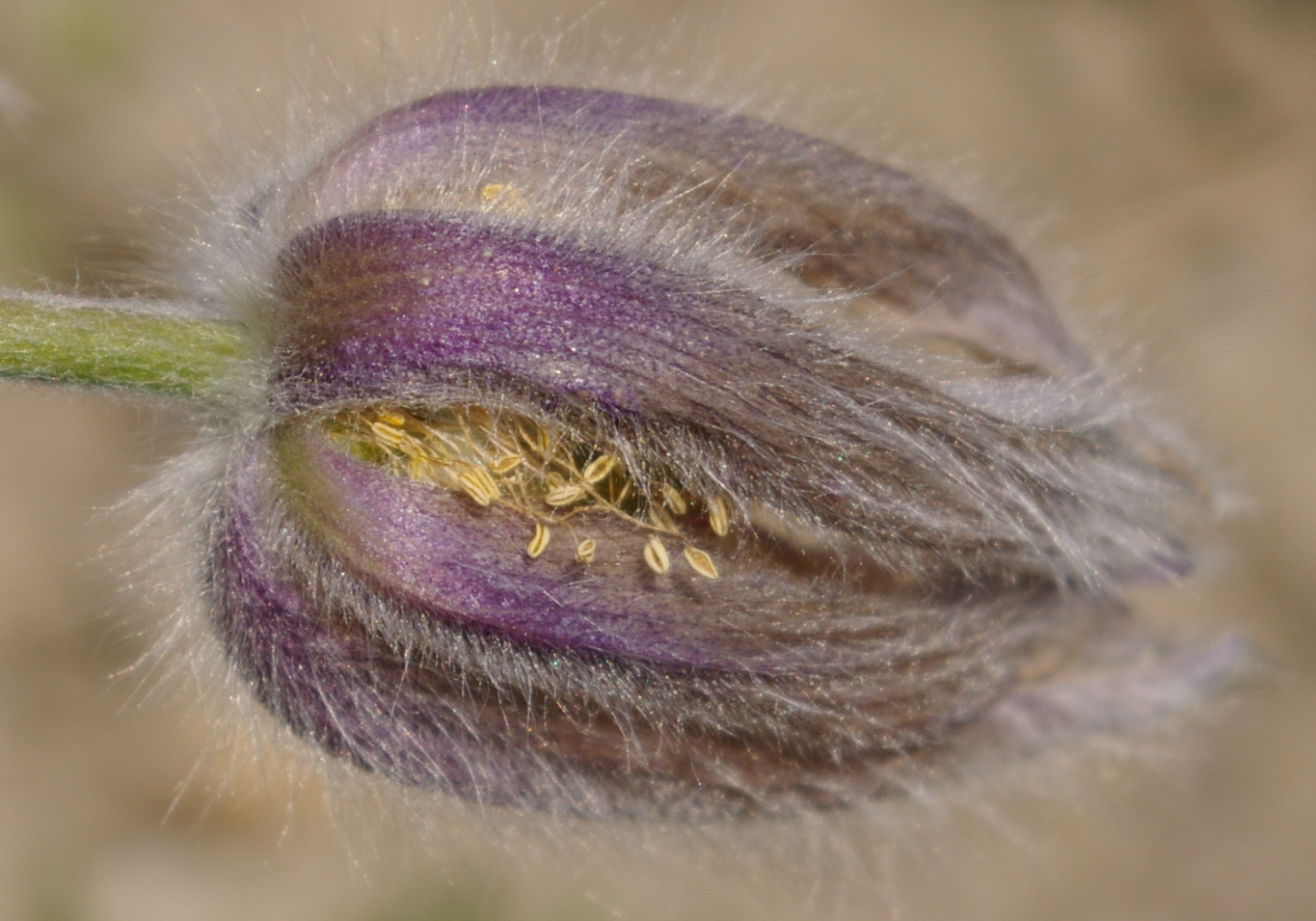
Die Behaarung schützt die Kuhschelle vor Kälte

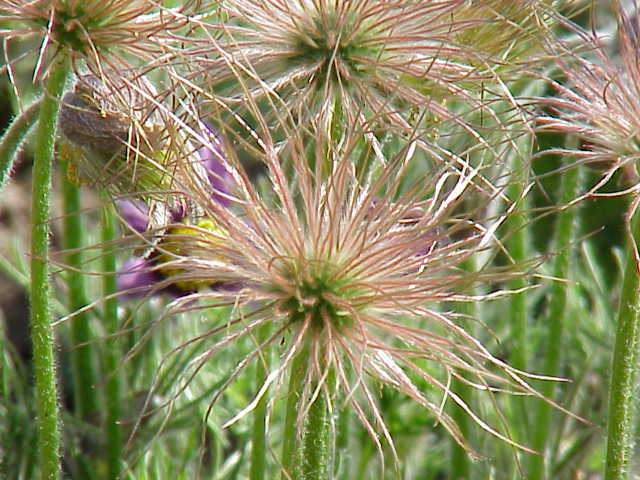
Gewöhnliche Kuhschelle, kurz vor der Früchtchenreife

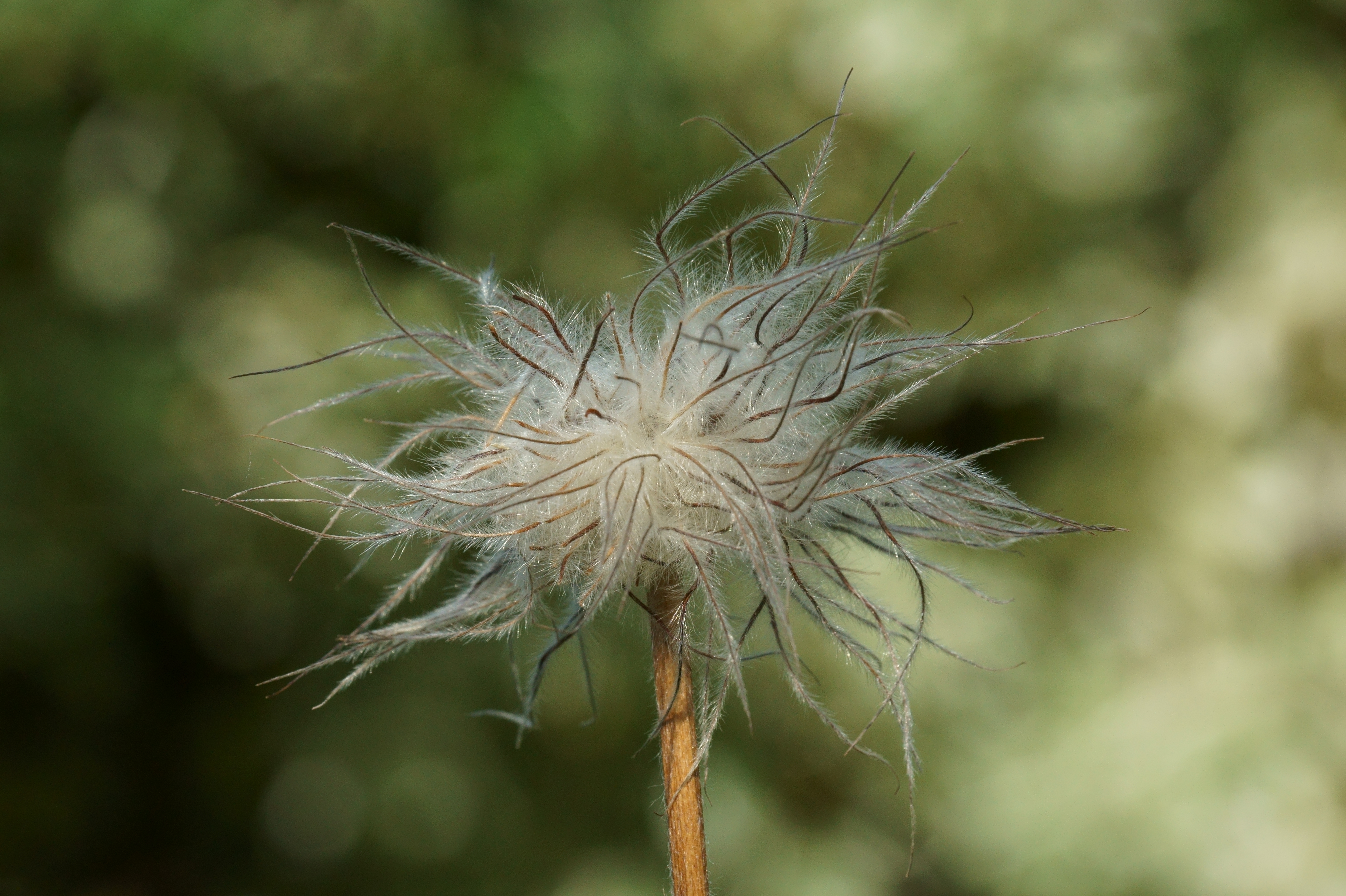
Verblühter Fruchtstand einer Küchenschelle

Die Gewöhnliche Kuhschelle ist eine typische Trockenpflanze.
Blütenökologisch handelt es sich um vorweibliche Glockenblumen, die reichlich Pollen und Nektar bieten und von Bienen und Hummeln eifrig besucht werden. Den Nektar holen sich auch Ameisen, die aber keine Bestäubung durchführen und die damit als Nektarräuber gelten. Die Blütenhüllblätter sind außen zottig behaart, um eine übermäßige Wasserverdunstung zu verhindern.

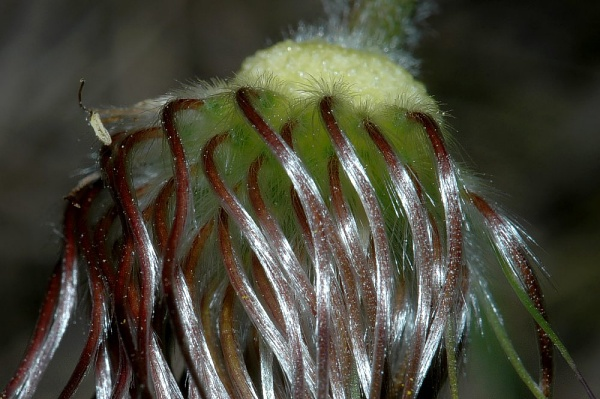
Gewöhnliche Kuhschelle, Blütendetail bei beginnender Fruchtreife

Wie viele andere Blütenpflanzen besitzt auch die Gewöhnliche Kuhschelle eine Reihe von Ausbreitungsmechanismen, um ihre Umgebung zu besiedeln.
Im Fruchtzustand entwickelt sich aus jedem einzelnen Fruchtblatt ein Nüsschen, an dem der Griffel einen stark verlängerten und zottig behaarten Federschweif bildet. Während der Fruchtentwicklung verlängert sich der Stängel der Blüte fast auf das Doppelte der Länge während der Blühzeit. Die Früchte, die als Federschweifflieger bezeichnet werden, werden damit über die umgebende Vegetation erhoben. Bei trockenem Wetter reißen Windstöße die einzelnen Federschweifflieger aus den Fruchtköpfchen heraus und tragen sie weit fort (Meteorochorie).
Bei nassem Wetter haften die Früchte am Fell vorbeistreifender Tiere an; sie zählen damit zu den Wasserhaftern, einer Unterform der Klettausbreitung (Epichorie).
Die Früchte können sich jedoch auch als Bodenkriecher „selbständig“ fortbewegen. Der bei Trockenheit rechtwinklig abgeknickte Federschweif streckt sich durch Wasseraufnahme langsam, während sich die Frucht gleichzeitig ein- bis zweimal um sich selbst dreht. Wechselt trockenes mit nassem Wetter, können sich somit die Früchte eigenständig um etwa 10 bis 20 Zentimeter von der Mutterpflanze fortbewegen (Herpochorie).
Die Nüsschen besitzen außerdem die Fähigkeit, sich mit ihren scharfen Spitzen durch hygroskopische Bewegungen tief in den Boden einzugraben, um dort später auszukeimen.
Die Gewöhnliche Kuhschelle wird vom Rostpilz Coleosporium pulsatillae befallen. Der Brandpilz Urocystis pulsatillae wurde ebenfalls auf der Gewöhnlichen Küchenschelle nachgewiesen.

## Chromosomenzahl
Die Chromosomenzahl beträgt 2n = 32.

## Verbreitung
Die Gewöhnliche Kuhschelle bevorzugt kalkhaltige Böden und ist in West- und Mitteleuropa verbreitet, aber im gesamten Gebiet heute eine seltene Art. Sie kommt von Frankreich über Deutschland nach Norden bis nach Dänemark und Südschweden vor. Ein isoliertes Teilareal befindet sich in Mittelengland. Im Osten reichen vereinzelte Vorkommen bis Westpolen und nach Niederösterreich. Ein ehemaliges Vorkommen in Südfinnland ist erloschen.
Nach Osten zu, von Niederösterreich bis in die Ukraine, wird die Gewöhnliche Kuhschelle von der Großen Kuhschelle (Pulsatilla grandis) vertreten, die an wenigen Stellen auch in Bayern und Thüringen vorkommt.
In Deutschland kommt die Gewöhnliche Kuhschelle heute fast nur noch im Mittelgebirgsraum vor. Dabei werden Gebiete mit basenreichem Grundgestein (Kalk, Kalkschiefer) bevorzugt. Das relativ geschlossene Areal reicht von der Schwäbischen und Fränkischen Alb nach Norden bis zur Eifel und nach Thüringen. Gebiete mit saurem Grundgestein bilden Vorkommenslücken. Die ehemaligen Vorkommen im norddeutschen Tiefland sind zum größten Teil erloschen – Reliktbestände finden sich beispielsweise noch im niedersächsischen Wendland. Im Bereich der Schotterterrassen im Bayerischen Alpenvorland gibt es ebenfalls vereinzelte Vorkommen. Diese finden in Österreich ihre Fortsetzung auf den Schotterterrassen im oberösterreichischen Zentralraum, also in der Umgebung von Wels, Linz und Steyr.
In der Schweiz kommt die Gewöhnliche Kuhschelle entlang des südöstlichen Randes des Schweizer Jura, im nördlichsten Teil des Mittellands und in der Umgebung von Chur vor und wird im Dialekt als „Güggelrose“ (Hahnenrose) bezeichnet.
In Luxemburg wird Pulsatilla vulgaris Däiwelsbaart (Teufelsbart) genannt und kommt in Pflanzengesellschaft mit einigen wärmeliebenden Orchideen auf Trockenrasenhängen vor, wie z. B. im Moseltal, im NSG Deiwelskopp und im Kiischpelt (Ösling).

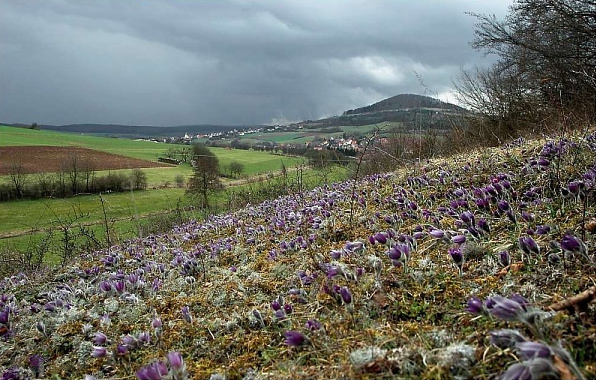
Reicher Bestand der Gewöhnlichen Kuhschelle auf einem südexponierten Muschelkalkhang in der Rhön

 In der Hersbrucker Schweiz findet man die Küchenschelle häufig in Blühgemeinschaft mit der Zypressen-Wolfsmilch. Wald-Windröschen folgen ihr oft im Mai, während im Herbst Silberdisteln regelmäßig ihren Standort besiedeln.

## Standort
Der natürliche Lebensraum der Gewöhnlichen Kuhschelle sind lichte Kiefernwälder und Magerrasen, meist in sonniger Hanglage auf kalkreichem Boden. Die Art stellt relativ hohe Temperaturansprüche und fehlt deshalb in sommerkühlen Landschaften. Sie ist außerdem sehr lichtliebend und verschwindet bei Überdüngung unter dem Konkurrenzdruck anderer Pflanzen sehr schnell.
Die ökologischen Zeigerwerte nach Landolt et al. 2010 sind in der Schweiz: Feuchtezahl F = 1+ (trocken), Lichtzahl L = 4 (hell), Reaktionszahl R = 4 (neutral bis basisch), Temperaturzahl T = 4 (kollin), Nährstoffzahl N = 2 (nährstoffarm), Kontinentalitätszahl K = 5 (kontinental).

## Systematik
Der Artname Pulsatilla vulgaris wurde 1768 durch Philip Miller in The Gardeners Dictionary, eighth edition, no. 1 (dort werden keine Seitenzahlen verwendet, sondern Buchstaben PU für Pulsatilla) veröffentlicht.
Der Name Anemone pulsatilla wurde 1753 durch Carl von Linné in Species Plantarum, 1, S. 539 veröffentlicht. Von der Pflanzengattung Anemone unterscheidet sich die Gattung Pulsatilla durch die Ausbildung von federschweifigen Nüsschen. Aus diesem Grund wurden die Arten später einer eigenen Gattung zugeordnet.
Auf der schwedischen Ostsee-Insel Gotland kommt eine eigenständige Populationsgruppe vor, die als Unterart Pulsatilla vulgaris subsp. gotlandica Zämelis & Paegle eingestuft wird. Eine weitere isolierte Populationsgruppe ist die Innsbrucker Kuhschelle (Pulsatilla vulgaris subsp. oenipontana), die in ihren Merkmalen möglicherweise eine Zwischenform zur Großen Kuhschelle darstellt. Sie kommt endemisch nur am Fuß der Südhänge des Karwendelgebirges im Großraum von Innsbruck vor.
Die hier beschriebene Gewöhnliche Küchenschelle i. e. S. (Pulsatilla vulgaris s. str.), die eng mit ihr verwandte Große Kuhschelle (Pulsatilla grandis) sowie weitere, weiter im Osten verbreitete Arten können auch als Unterarten einer Art aufgefasst werden. Diese Art ist aufgrund der Nomenklaturregeln ebenfalls als Pulsatilla vulgaris (s. lat.) zu bezeichnen, aber weiter gefasst als die hier beschriebene Sippe. Die Unterarten werden entsprechend als Pulsatilla vulgaris subsp. vulgaris, Pulsatilla vulgaris subsp. grandis etc. bezeichnet.
Im Osten Mitteleuropas und weiter östlich wird die Gewöhnliche Kuhschelle von der Großen Kuhschelle (Pulsatilla grandis bzw. Pulsatilla vulgaris subsp. grandis (Wender.) Zämelis) vertreten (vergleiche „Verbreitung“), die an wenigen Stellen auch in Bayern und Thüringen vorkommt. Die zweite in Deutschland etwas regelmäßiger anzutreffende Pulsatilla-Art neben der Gewöhnlichen Kuhschelle ist die Wiesen-Kuhschelle (Pulsatilla pratensis).

## Trivialnamen

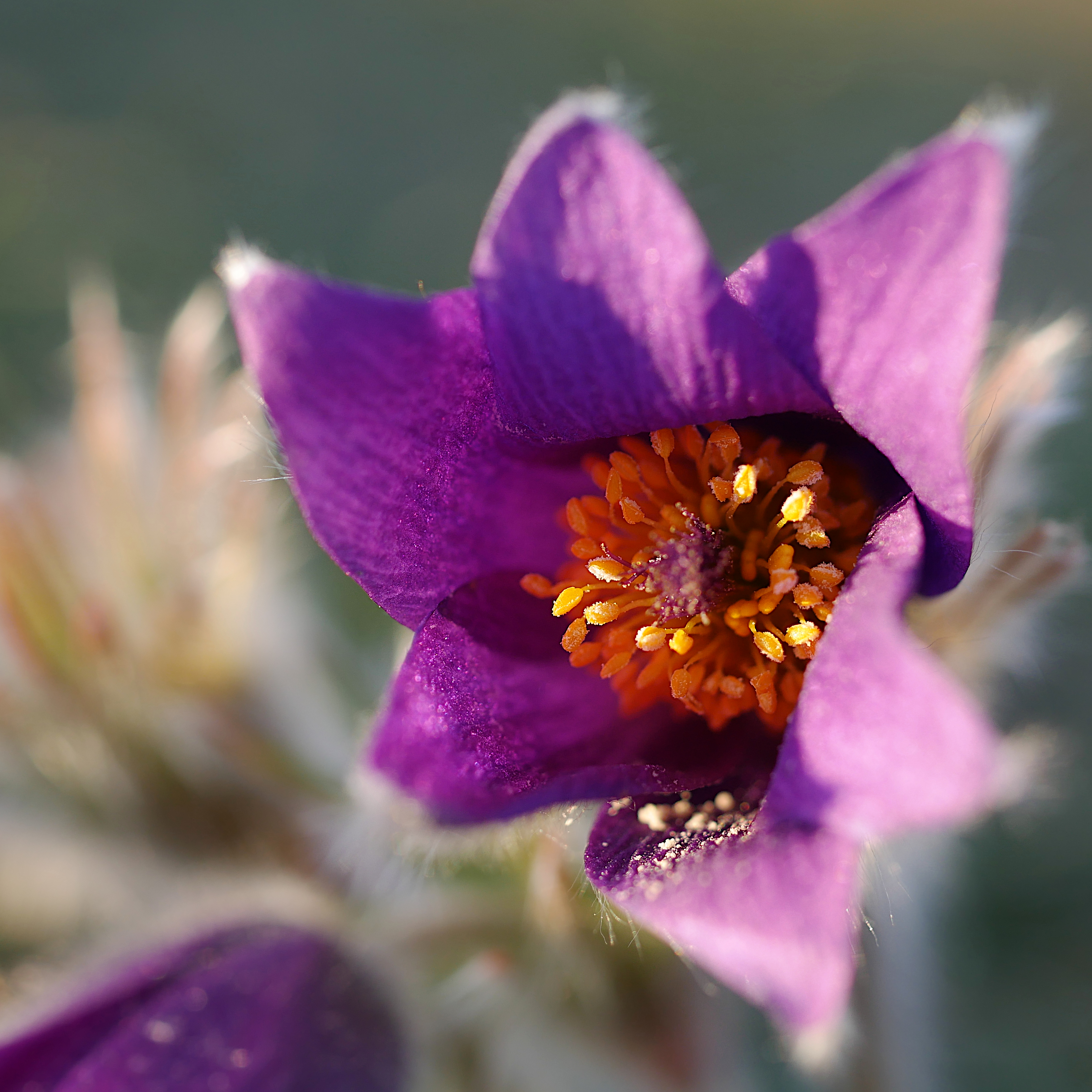
Blüte im Detail

Für diese Art gibt es viele, zum Teil nur regionale, Trivialnamen: Arschcucke (Österreich), Beißwurz (Schweiz), Bisswurz (Schweiz), Biernblomen (Siebenbürgen), Bitzblume (Sachsen), Bitzwurz (Schweiz), Bocksbart, Bockskraut (Schlesien), Gadelosen (Rhein), Glocken (Chur), Güggelblume (Schweiz), Gugguche (Stettin), Gugguros (Stettin), Gungerose (Stettin), Hackelkraut (Ostpreußen), Hackenkraut, Hacketkraut, Heuschlafen (Schwaben), Isterbleam (Siebenbürgen), Klockenblume (Unterweser), Kronblom (Altmark), Küchenblümlein (Aargau), Küchenschelle (zu allgemein weil auch die anderen Arten der Gattung so heißen), Kuchenschelle (Elsass), Kuhnschellen, Kuhschellen (zu allgemein weil auch die anderen Arten der Gattung so heißen), Mannskraut, ruug Moderkrut (Holstein), Mutterblumen, Osterblumen (Elsass, Eichstädt), Osterschellen, Plumpblomen (Siebenbürgen bei Jakobsdorf), Schafblumen (Eichstädt), Schafkraut, Schlottenblumen (Elsass, Ostpreußen), Schlotterblume (Schwyz, Unterwalden), Siebenschläferl (Henneberg), Tageschlaf (Schlesien), Tagschläferle (Henneberg), Uisterblommen (Siebenbürgen), Weinkraut (Schlesien), Wildmannskraut und Wolfspfote (Mosel) gebräuchlich.

## Gefährdung und Bestandssituation
Die Wildform der Gewöhnlichen Küchenschelle steht unter Naturschutz. Das Vorkommen der Pflanze ist an das Vorhandensein ihrer bevorzugten Lebensraumtypen gebunden. Sie ist daher besonders durch die Veränderungen der modernen Landwirtschaft betroffen, die im Laufe des 20. Jahrhunderts stattgefunden haben. Der Einsatz von Düngemitteln hat ebenso zum Rückgang von Magerrasen geführt wie gebietsweise die Aufgabe der Viehwirtschaft mit anschließender Umwandlung von Weideland in Ackerflächen. Zudem sind klimatisch wärmebegünstigte Gegenden, in denen die Kuhschelle vorkommt, auch oft dicht besiedelt. Das hat zu weiteren Lebensraumverlusten durch den Bau von Siedlungen und Verkehrsflächen auf landwirtschaftlich unrentablen Flächen geführt.

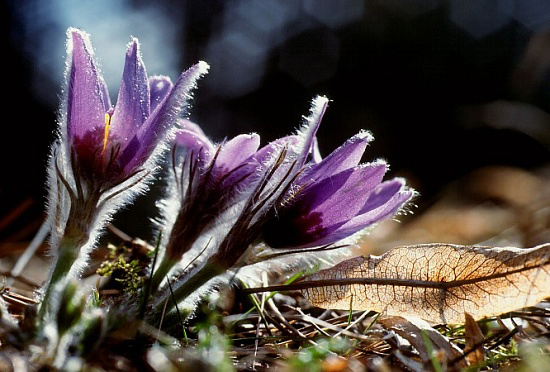
Gewöhnliche Kuhschelle im Gegenlicht

In Deutschland ist die Gewöhnliche Kuhschelle in den Bundesländern Schleswig-Holstein, Niedersachsen, Mecklenburg-Vorpommern und Brandenburg nach den Roten Listen vom Aussterben bedroht, in Bremen, Hamburg und Berlin bereits ausgestorben. Nicht ganz so dramatisch wie im übrigen Norddeutschland ist die Bestandssituation in Sachsen-Anhalt, wo diese Art als stark gefährdet eingeordnet ist. In Sachsen ist sie sehr selten. In allen übrigen Bundesländern außer Bayern sowie bundesweit ist sie als gefährdet eingestuft. Sie ist nach der Bundesartenschutzverordnung eine besonders geschützte Art.
In Österreich war die Art noch um 1900 in den Magerrasen der Welser Heide, auf den Terrassenschottern zwischen Wels und Linz, eine häufige Art. In diesem Gebiet tritt sie nur mehr vereinzelt auf. Die größten, heute noch bekannten Vorkommen in Österreich beschränken sich auf die Umgebung von Steyr. In der Roten Liste wird sie als vom Aussterben bedroht geführt. Dieselbe Einstufung gilt auch für die Innsbrucker Küchenschelle (P. vulgaris subsp. oenipontana). Diese Art ist in allen betroffenen Bundesländern streng geschützt. Inzwischen gebe es "nur mehr gut 30 wilde Exemplare an drei Standorten".

## Verwendung als Zierpflanze

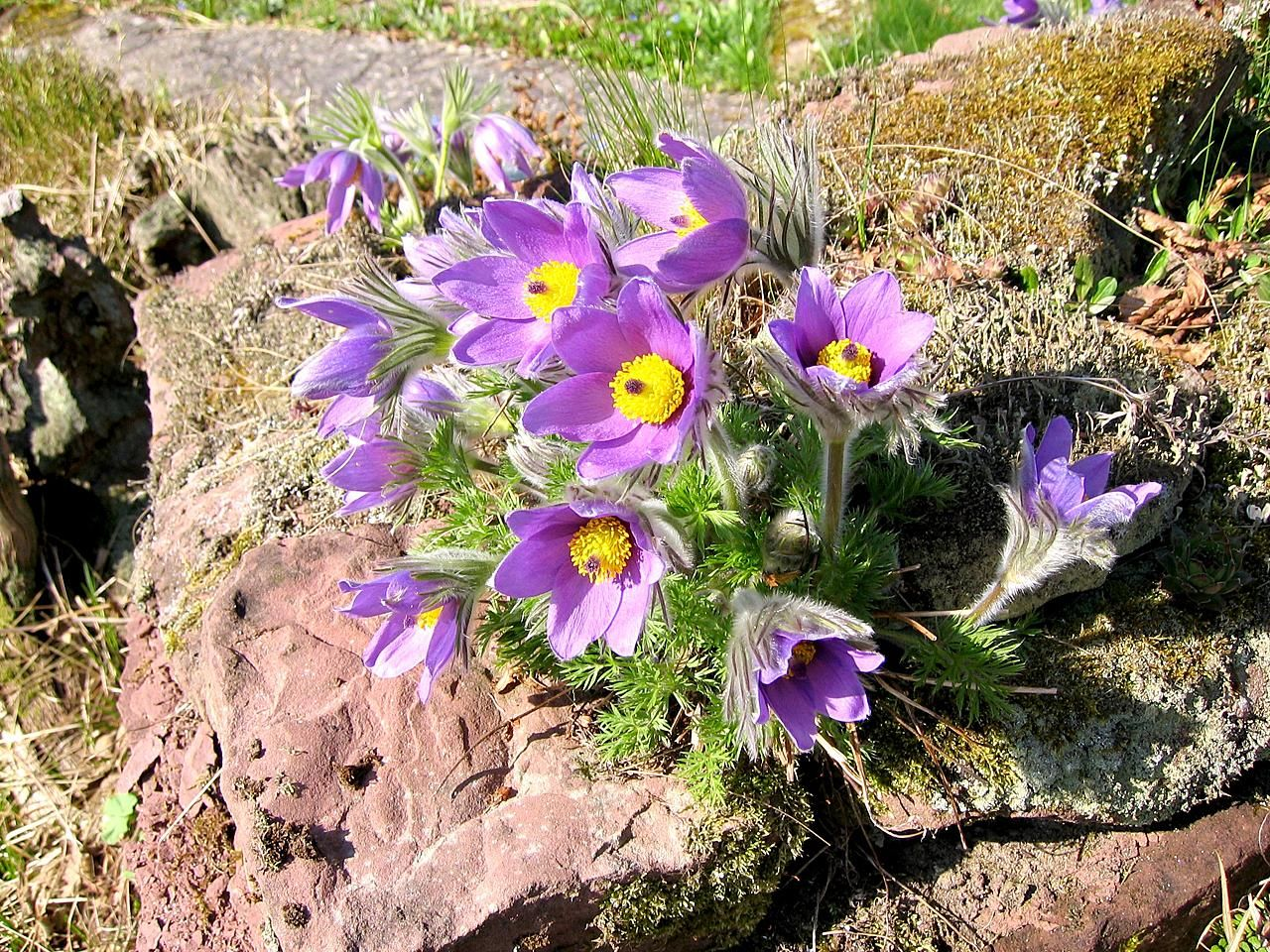
Gewöhnliche Kuhschelle als Gartenpflanze

Unter den Arten der Gattung der Kuhschellen ist die Gewöhnliche Kuhschelle die einzige, die häufiger Verwendung in Gärten findet. Die übrigen Arten stellen so spezifische Anforderungen, dass sie im Wesentlichen auf Botanische Gärten beschränkt bleiben.
Die Kräuterbuchautoren des 16. Jahrhunderts kannten die Gewöhnliche Kuhschelle als Pflanze, die nur in der freien Natur vorkommt. Der Pflanzenliebhaber und Nürnberger Stadtarzt Joachim Camerarius zählte sie allerdings bereits 1588 zu den in seinem Garten gepflegten Blumen, wobei er eine Ausnahme darstellen dürfte. Ihre Verwendung blieb äußerst selten, selbst gegen Ende des 19. Jahrhunderts war sie nur sehr selten in Blumengärten zu finden. Erst als die Anlage von Steingärten populär wurde, hat die Gewöhnliche Kuhschelle als Gartenzierpflanze eine größere Verbreitung gefunden und ist heute häufig im Angebot von Staudengärtnereien und Gartencentern zu finden.
Mittlerweile sind durch Auslese und durch die Einkreuzung weiterer Arten mehrere Sorten der Gewöhnlichen Kuhschelle entstanden. Diese unterscheiden sich von der ursprünglichen Art durch ihre Blütenfarbe, die von weiß über rosa bis rot reicht.

## Die Gewöhnliche Kuhschelle als Giftpflanze

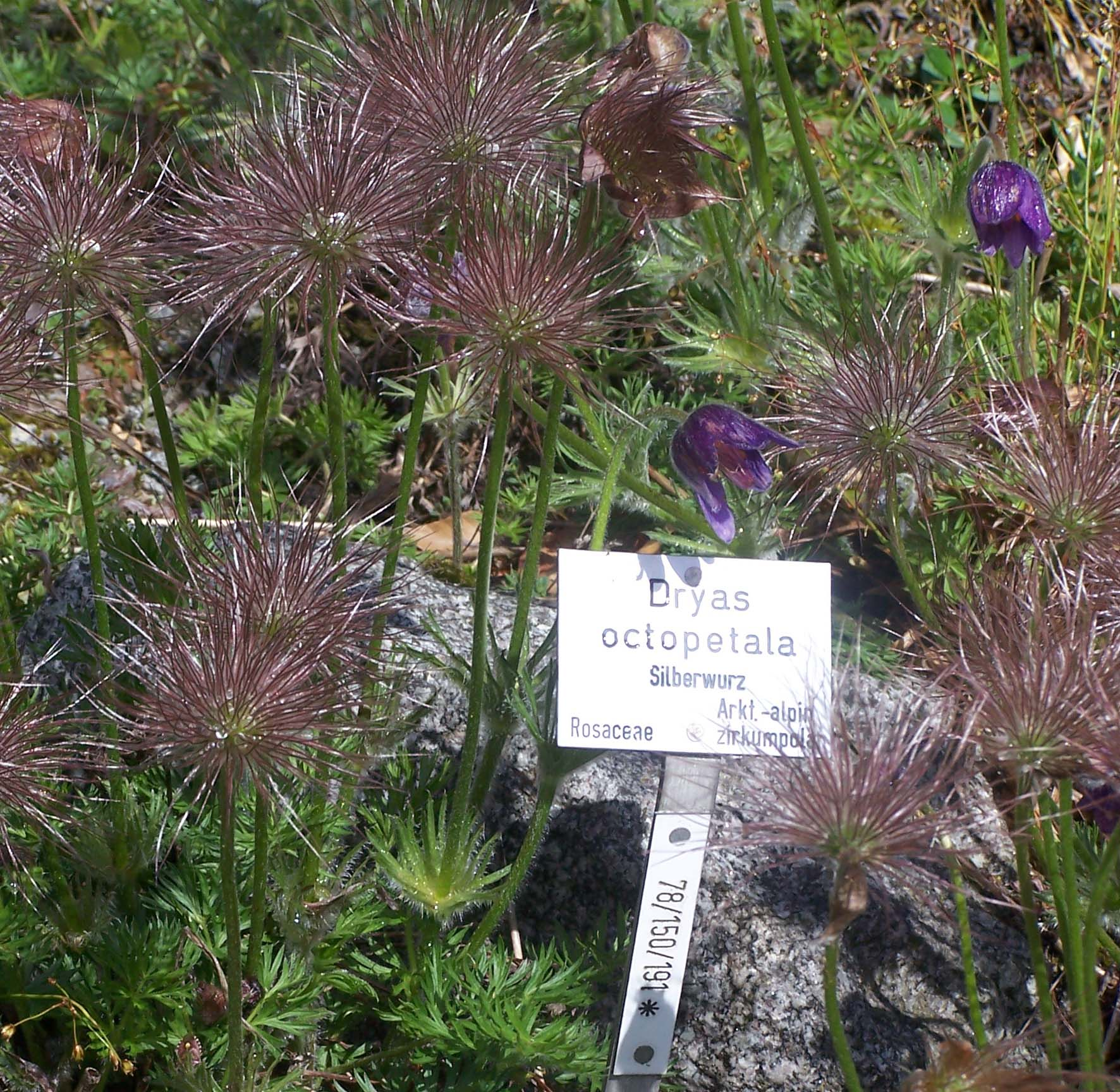
Gewöhnliche Küchenschelle fruchtend („Verwechslungsgefahr“)

Alle Pflanzenteile der Gewöhnlichen Kuhschelle sind, beispielsweise für Hunde, sehr giftig. Sie enthält unter anderem Protoanemonin, das ein außerordentlich heftig wirkendes Reizmittel für Haut und Schleimhäute ist. Schon der Umgang mit der frischen Pflanze kann zu Blasenbildung, Verätzungen und Entzündung der betroffenen Hautstellen führen. Bei Verzehr von Pflanzenteilen kann es zu Nierenentzündungen, Magen- und Darmbeschwerden und Lähmungen des Zentralnervensystems kommen. Protoanemonin wandelt sich erst beim Trocknen in das weniger giftige Anemonin um. Die Gewöhnliche Kuhschelle enthält außerdem Saponine, Harze und Gerbstoffe.
Vergiftungen durch Verzehr der Pflanze werden je nach Grad der Vergiftung mit der Verabreichung von Aktivkohle und dem Auslösen von Erbrechen behandelt. Magenspülungen, Elektrolytsubstitution sowie gegebenenfalls künstliche Beatmung gehören ebenfalls zu den Therapiemaßnahmen.

## Verwendung in der Pflanzenheilkunde

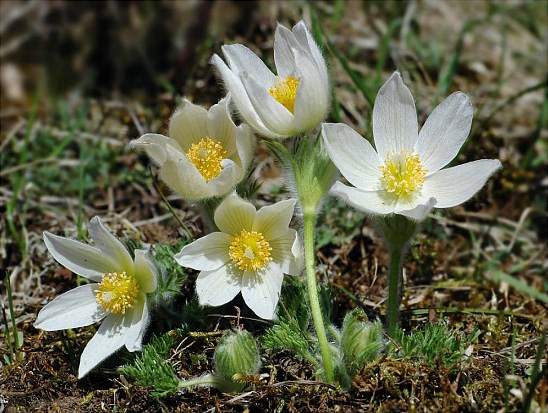
Gewöhnliche Kuhschelle, weiße Farbvariante
Pulsatilla vulgaris var. alba

Kuhschellen fanden bereits in der Antike Verwendung als Heilmittel. Hippokrates setzte sie ein gegen hysterische Angstzustände und zur Menstruationsförderung. In der Volksmedizin hat sie nie viel Verwendung gefunden, was sicherlich auch auf ihre Eigenschaften als starkes Hautreizmittel zurückzuführen ist. Lediglich aus der russischen Volksmedizin kennt man eine Verwendung bei Kopfschmerzen und Erkältung, dort wurden die frisch zerquetschten Blätter auf den Hinterkopf gelegt. Als homöopathisches Mittel wird Pulsatilla für viele und vor allem wechselnde Symptome genutzt.

## Die Kuhschelle im Aberglauben
Die Bewunderung für die Schönheit der Kuhschelle scheint ein modernes Phänomen zu sein. Unseren Vorfahren war die Pflanze mit ihrem seidig glänzenden Schopf, der nach der Blüte als Fruchtstand erscheint, eher unheimlich. Teufelsbart oder Bocksbart nannte man ihn. Im Brandenburgischen war man sogar davon überzeugt, dass der Fruchtstand die Stelle kennzeichnen würde, wo der Jäger eine Hexe aus der Luft heruntergeschossen habe. In anderen Regionen glaubte man, dass die jungen Gänschen im Ei ersticken würden, wenn man sich die Kuhschelle ins Haus holen würde.

## Blume des Jahres
Die Gewöhnliche Kuhschelle wurde zur Blume des Jahres 1996 gewählt, um auf ihren bedrohten Status aufmerksam zu machen.